# Fresneda de Cuéllar
Fresneda de Cuéllar er en by og kommune i det centrale Spanien i provinsen Segovia. Den har et indbyggertal på 170 (2024) indbyggere.